# Seongnae-dong, Seoul
Seongnae-dong (koreanska: 성내동) är en stadsdel i stadsdistriktet Gangdong-gu i Sydkoreas huvudstad Seoul. 

## Indelning
Administrativt är Seongnae-dong indelat i:
| Namn    | Namn                 | Yta i km² | Invånare 31 dec 2019 |
| ------- | -------------------- | --------- | -------------------- |
| 성내1동 | Seongnae 1(il)-dong  | 0,58      | 20 561               |
| 성내2동 | Seongnae 2(i)-dong   | 0,67      | 25 186               |
| 성내3동 | Seongnae 3(sam)-dong | 0,71      | 23 921               |